# Margyricarpus
Margyricarpus es un género con dos especies de plantas perteneciente a la familia de las rosáceas.
Es nativo de Sudamérica.

## Taxonomía
Margyricarpus fue descrita por Ruiz et Pav. y publicado en Florae Peruvianae, et Chilensis Prodromus 7, t. 33, en el año 1794. La especie tipo es:  Margyricarpus setosus Ruiz & Pav.

## Especies
- Margyricarpus digynus
- Margyricarpus pinnatus